# Jelení smrk
Jelení smrk je památný strom smrk ztepilý (Picea abies) v neobydlené lokalitě u vesnice Černý Potok, části obce Kryštofovy Hamry v okrese Chomutov v Ústeckém kraji.
Roste v Krušných horách v nadmořské výšce 730 m u pravého břehu bezejmenného potoka, nedaleko zbořeniště hostince Bílý Jelen v těšné blízkosti česko-německé státní hranice.

## Základní údaje
Obvod kmene měří 274 cm, koruna stromu dosahuje do výšky 32 metrů (měření 2010). V roce 2010 bylo stáří stromu odhadováno na 200 let.
Smrk je chráněný od roku 2010 jako ochrana genofondu a strom s významným vzrůstem.

## Stromy v okolí
- Javor klen ve Vejprtech
- Jasan v Husově ulici
- Javor v ulici Přemysla Oráče
- Švédská lípa